# Saint-Étienne-d’Albagnan
Saint-Étienne-d’Albagnan – miejscowość i gmina we Francji, w regionie Oksytania, w departamencie Hérault.
Według danych na rok 1990 gminę zamieszkiwały 253 osoby, a gęstość zaludnienia wynosiła 11 osób/km² (wśród 1545 gmin Langwedocji-Roussillon Saint-Étienne-d’Albagnan plasuje się na 663. miejscu pod względem liczby ludności, natomiast pod względem powierzchni na miejscu 313.).